# Vedro Polje (Bosanski Petrovac)
Vedro Polje es un pueblo ubicado en el municipio de Bosanski Petrovac, en el cantón de Una-Sana, Bosnia y Herzegovina.

## Superficie
Posee una superficie de 15,56 kilómetros cuadrados.

## Demografía
Hasta 2013 la población era de 26 habitantes, con una densidad de población de 1,7 habitantes por kilómetro cuadrado.